# Wendy Crewson
Wendy Crewson (født 9. maj 1956) er en canadisk skuespillerinde. Hun er blandt andet kendt som Grace Marshall i Air Force One fra (1997).